# Yusuf (sura)

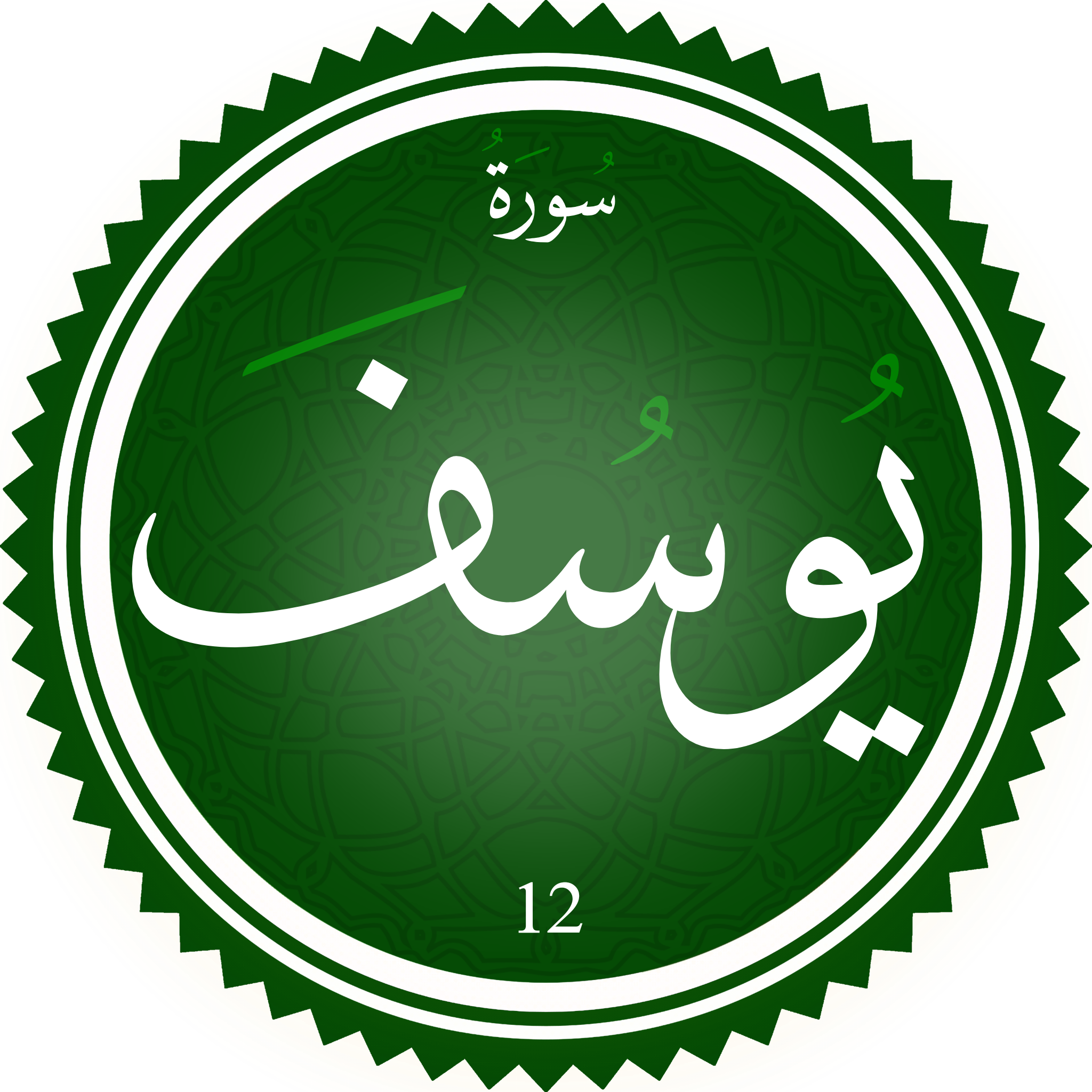
Sura Yusuf.

Yūsuf (arabiska: سورة يوسف, Sūratu Yūsuf) är den tolfte suran i Koranen med 111 verser (ayah). 

## Inom islam
Den tolfte suran i Koranen är uppkallad efter Yusuf och berättar om hans resa till Egypten.  Till skillnad från andra suror som behandlar olika tema, är denna unik då den behandlar endast ett. Den anses vara den mest detaljerade berättelsen i Koranen.
Berättelsen i Yusufs sura är än idag en av de mest centrala och återberättade inom islamisk kultur och tradition, såväl skriftligt som muntligt. Den har givit upphov till ett stort antal skrivna kommentarer och använts som referenspunkt i ett flertal olika genrer såsom rådgivande litteratur, furstespeglar, historier om profeterna (qisas al-anbiyā'), samt inspirerat till erotiskt-mystiska kärlekspoem på persiska, turkiska och arabiska. Förhållandet mellan Yusuf och hans herres hustru, Zulaika, har inom islamisk teologi även tolkats som en symbol för den andliga kärleken mellan människosjälen och Gud.

## Utomislamisk syn på sura Yūsuf

### Jämförelse med beskrivningen i Gamla Testamentet
Gestalten är densamme som den från de judiska texterna och den kristna Bibeln, Josef. Återgivningen av hans historia skiljer sig på vissa punkter mellan Koranens version och Gamla Testamentets. 

### Religionshistorisk syn
Berättartekniken skiljer sig starkt från berättelsen i Första Moseboken genom att den innehåller många dialoger. Den unge Josefs dröm i 1 Mos. 37:5-8 om hur hans bröders kärvar bugar sig för honom, förekommer exempelvis inte i Koranen. Historien är något nedkortad, men det finns även element som inte förekommer i Bibeln. Exempelvis berättar Koranen att Yusufs herres hustru hade bjudit hem sina väninnor för att visa upp honom. De satt och skalade frukt och då Yusuf kom in blev de så betagna att de skar sig i fingrarna. Incidenten förekommer även i den judiska midrash-litteraturen. 

## Fotnoter
1. ↑  Bæk Simonsen, Jørgen (1994). Islamlexikonet. Forum. ISBN 91-37-10552-3
2. ↑   The Meaning of the Glorious Koran. An explanatory translation by Mohammed Marmaduke Pickthall. Mohammed Marmaduke Pickthall (översättning). New American Library
3. ↑  Merguerian, Gayane Karen & Najmabadi, Afsaneh (1997). ”Zulaykha and Yusuf: Whose "Best Story"?”. The International Journal of Middle East Studies (IJMES) (London: Cambridge University Press) 29:  sid. 485.
4. ↑  Herbelot de Molainville, Barthélemy d' (1789) (på franska). Bibliothèque Orientale, ou dictionnaire universel contenant généralement tout ce qui regarde la connaissance des peuples de l'Orient. Paris. sid. iii. 371